# Copăceni (okręg Ilfov)
Copăceni – wieś w Rumunii, w okręgu Ilfov, w gminie Copăceni. W 2011 roku liczyła 3131 mieszkańców.